# Cátac
Cátac ist eine Ortschaft in der peruanischen Region Ancash. Sie liegt in der Provinz Recuay im gleichnamigen Distrikt. Die Einwohnerzahl betrug beim Zensus 2017 2776.

## Lage
Cátac liegt am rechten Ufer des Río Santa auf einer Höhe von 3540 m im hinteren Teil des Santa-Tales.

## Verkehrsverbindungen
- Der Hauptverkehrsader des Santa-Tales folgend kommt man in nördlicher Richtung über Recuay (9 km) nach Huaraz (36 km). Nach Süden steigt die Straße permanent an und gelangt nach 43 km zur Laguna Conococha. Hier verlässt die Straße das zu Ende gehende Tal, führt über den Conococha-Pass (4080 m) und windet sich die Cordillera Negra hinab zur Küste.
- Eine Gebirgsstraße führt den Westhang der Cordillera Blanca hinauf - vorbei an der Laguna Querococha - zum Kawish-Tunnel (4516 m) und von dort den Osthang der Cordillera hinab zum Ort Chavín (3140 m).